# Deutscher Pomologen-Verein

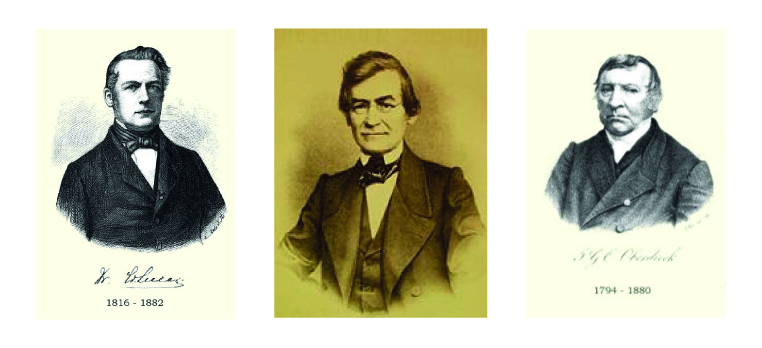
Der erste Vorstand des Deutschen Pomologen-Vereins: E. Lucas, K. H. Koch und J.G.C. Oberdieck

Der Deutsche Pomologen-Verein war ein von 1860 bis 1919 bestehender Verein, der sich mit der Obstsortenkunde (Pomologie), mit Fragen des Obstbaus sowie der Verwertung von Obst befasste. Der Verein löste sich im Jahr 1919 auf. 1991 wurde der Pomologen-Verein e.V. gegründet, der sich für die Erhaltung der Obstsortenvielfalt in der Tradition des Deutschen Pomologen-Vereins engagiert.

## Gründung des Vereins

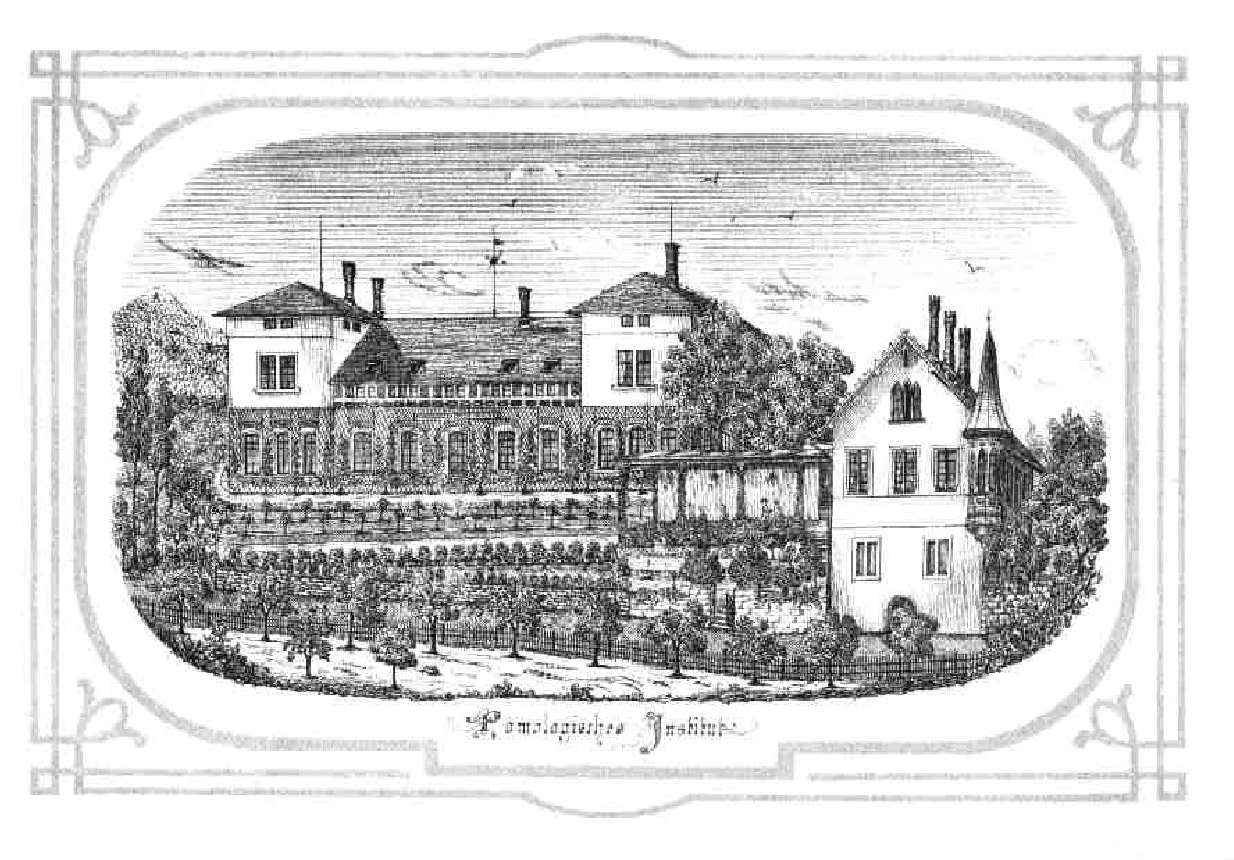
Sitz des Vereins war zunächst das Pomologische Institut in Reutlingen

Der Verein wurde am 4. Oktober 1860 auf der 3. Allgemeinen Versammlung Deutscher Pomologen, Obst-, Wein- und Gemüsezüchter in Berlin aufgrund eines Antrags von Curt Baron von Bose gegründet. Bei der Gründung des Vereins traten 60 Mitglieder in den Verein ein; Karl Heinrich Koch, Johann Georg Conrad Oberdieck und Eduard Lucas übernahmen den Vorstand, wobei Lucas als Geschäftsführer fungierte. Offizieller Sitz des Vereins war deshalb zunächst das Pomologische Institut in Reutlingen.

## Zweck und Ziele des Vereins

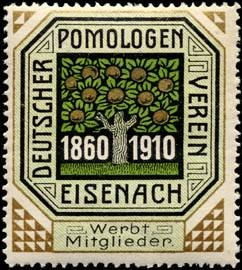
Marke zum 50-jährigen Jubiläum des Deutschen Pomologen-Vereins

Bei der Gründung wurde laut Statuten die Hebung der deutschen Obstkunde im Allgemeinen als Zweck und Aufgabe des Vereins festgelegt. Dabei sollte besonders die Ermittlung und richtige Benennung der in Deutschland vorkommenden Obstsorten vorangetrieben werden. Dies wurde als notwendig erachtet, da zu dieser Zeit in Deutschland eine große Zahl an Obstsorten existierte, die zum Teil nur regionale Verbreitung hatten, über die keine Dokumentation vorlag und die teilweise mit verschiedenen regionalen und lokalen Synonymen benannt wurden. Im Nachhinein wurde dieses Bestreben nach einer Systematisierung der Obstsorten auch als Phase der ordnenden Pomologie (1850–1870) bezeichnet.
Eine wichtige pomologische Leistung in dieser Phase war die Herausgabe des Illustrirten Handbuchs der Obstkunde mit 8 Bänden durch Oberdieck, Lucas und Jahn zwischen 1859 und 1875. Zusammen mit dem Supplement-Band Birnen von 1879 und dem 1883 von W. Lauche veröffentlichten Ergänzungsband wurden in dem Werk insgesamt 2.653 Sorten von 13 Obstarten beschrieben.
Mit der Zeit verschoben sich die Bemühungen der Pomologen zunehmend von der Systematisierung hin zur Selektion und Anbauempfehlung von Obstsorten aufgrund besonderer Eigenschaften und Eignungen. Diese Zeit wird im Nachhinein auch als Phase der empfehlenden Pomologie bezeichnet (ca. 1860–1900). Um dieses Anliegen zu fördern, bildete der Verein neben der Sektion für Obstkunde und der Sektion für Obstbau eine Sektion für Obstbenutzung und Auswahl der Sorten nach Art der Benutzung, nach Klima und Boden. Die Pomologen erarbeiteten zunehmend Sortenempfehlungen, die in den sogenannten Normalsortimenten zusammengefasst wurden. Diese sollten als Grundlage für regionale Empfehlungen auf Kreis-, Bezirks- und Landesebene dienen. Die erste Sortenempfehlung wurde bereits 1853 auf der Obst- und Gemüseausstellung des Vereins zur Förderung der Gartenbaues in den königlich Preußischen Staaten in Naumburg erarbeitet und enthielt je 10 Apfel- und Birnensorten sowie 12 Rebsorten für die Weinbereitung und 19 Sorten Tafeltrauben. Das Sortiment wurde nach und nach um weitere Obstsorten ergänzt und umfasste um 1900 ca. 220 Sorten aus 10 Obstarten.
Um 1900 erlebte der Verein eine erneute Umbruchphase durch die zunehmend bedeutendere Ausrichtung auf Praxisnähe und die wirtschaftlichen Ziele im Obstbau. Diese Ausrichtung wurde durch die Entwicklungen im deutschen und internationalen Obstbau vorangetrieben. Trotz der vom Pomologen-Verein propagierten Beschränkung auf die besten Sorten war es nicht gelungen, den Ertrag wesentlich zu steigern. Zu dieser Zeit wurde der Obstanbau in Deutschland vor allem im bäuerlichen Nebenerwerb betrieben. Durch den steigenden Obstimport aus den USA, in denen bereits plantagenmäßiger Obstbau vorherrschte, verlangte der zunehmend professionalisierte Handel aber nach großen, einheitlichen Posten. Ab 1906 gab der Pomologen-Verein eigene Obstbauberichte heraus und unterhielt einen eigenen Obstnachrichtendienst und nahm ab 1907 an den Landwirtschaftsausstellungen in Berlin teil. Die bisher unter dem Titel Pomologische Monatshefte – Allgemeine Deutsche Obstbauzeitung herausgegebene Vereinszeitschrift wurde ab 1906 in Deutsche Obstbauzeitung. Vereinsschrift der Deutschen Obstbau-Gesellschaft in Eisenach. umbenannt.

## Aktivitäten

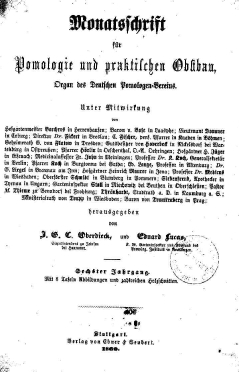
Titelblatt der Monatsschrift für Pomologie und praktischen Obstbau 1860 – Organ des Deutschen Pomologen-Vereins

Zwischen 1860 und 1909 hielt der Verein regelmäßige Vollversammlungen an wechselnden Orten Deutschlands ab, die jeweils mit Obstausstellungen verbunden waren. Diese Ausstellungen, zu denen die Mitglieder ihre Sortimente einsenden konnten, dienten zunächst vor allem dem fachlichen Austausch, der Erweiterung der Sortenkenntnisse sowie der Identifikation und sicheren Bestimmung bisher unbekannter Obstsorten. Mit dem Wandel der Ausrichtung des Vereins wurden sie zunehmend um Aspekte des Obstbaus sowie der Obstverwertung und -vermarktung ergänzt. Jedes Mitglied des Vereins konnte Früchte mit der Bitte um Feststellung der Sorte an den Vorstand senden. Weiterhin unterhielt der Verein einen Obstmuttergarten in Mähringen, in dem 600 verschiedene Obstsorten kultiviert wurden, von denen Edelreiser mit gesicherter Sortenechtheit zur Vermehrung abgegeben und mit deren Ernte auch die Obstausstellungen beliefert wurden.
Mit den Pomologischen Monatsheften gab er eine monatliche Zeitschrift für seine Mitglieder heraus, deren Redaktion bei Oberdieck und Lucas lag. Neben den Protokollen der Versammlungen des Vereins wurden in der Zeitschrift vor allem Beiträge zur Sortenkunde und Sortenempfehlungen sowie Artikel verschiedener Autoren auch Themen wie Obst- und Weinbau, Anbaumethoden, Obstbaumschnitt und Reberziehung, Pflanzenkrankheiten und Pflanzenschutz sowie Obstverwertung veröffentlicht. Obstsorten, die als besonders verbreitungswürdig angesehen wurden, wurden ausführlich beschrieben und oft auch mit farbigen Abbildungen dargestellt. In unregelmäßigen Abständen veröffentlichte der Verein außerdem obstbauliche und sortenkundliche Publikationen, die die Vereinsmitglieder als sogenannte Vereinsgabe erhielten. In Reutlingen unterhielt der Verein eine Vereinsbibliothek, in der Bücher zu den Themen Sortenkunde und Obstbau gesammelt wurden.
Mit der nach dem Pomologen August Friedrich Adrian Diel benannten Dielsstiftung förderte der Deutsche Pomologen-Verein junge Pomologen und Obstbaumzüchter durch Stipendien für Studienreisen oder die Ausbildung am Pomologischen Institut.
Bei der Gründung des Vereins traten 50 Mitglieder in diesen ein. Mit der steigenden Zahl der Mitglieder strebte der Verein ab 1877 die Gründung sogenannter Local-Vereine an, um die Interessen der Mitglieder vor Ort besser vertreten zu können. Zu diesem Zeitpunkt hatte der Verein bereits 730 Mitglieder. Ab 1890 lag die Mitgliederzahl regelmäßig über 1000; im Jahr seiner Auflösung 1919 hatte der Verein 5583 Mitglieder.

## Auflösung des Vereins
Auf der Jahrestagung im Jahre 1919 in Erfurt wurde für das Folgejahr die Umbenennung in Deutsche Obstbaugesellschaft und damit die Auflösung des Vereins beschlossen. Die Nachfolgeorganisation Deutsche Obstbaugesellschaft verstand sich als Berufs- und Standesvertretung der Erwerbsobstbauer. Die Vereinsschrift Deutsche Obstbauzeitung wurde ab 1922 mit der Deutschen Gemüsebauzeitung zur Deutschen Obst- und Gemüsebauzeitung: Wochenschrift des Reichsverbandes des Deutschen Gartenbaues. vereinigt.
Die Deutsche Obstbau-Gesellschaft setzte sich vor allem für eine Vereinfachung und Rationalisierung in der Obsterzeugung und im Obsthandel ein. So wurde mit der Einführung der Reichsobstsorten eine deutliche Reduktion der Sortenvielfalt verfolgt, um eine vor allem vom Handel geforderte Vereinheitlichung und Standardisierung des Sortimentes zu erreichen. Für den Apfel enthielt das Sortiment zum Beispiel nur noch drei Apfelsorten für das gesamte Reichsgebiet.
Die bedeutende vereinseigene Bibliothek umfasste dem 1909 gedruckten Katalog zufolge 1.133 Bände und wurde 1910 noch um die Bestände aus dem Nachlass des sächsischen Pomologen Heinrich von Friesen-Rötha erweitert. 1913 waren bereits über 3.000 Bände vorhanden, die nach der Vereinsauflösung an den 1924 entstandenen Reichsverband des Deutschen Gartenbaues gelangten. Dank den Bemühungen von Robert Zander blieb die Bibliothek über die Jahrzehnte bewahrt und ist heute Bestandteil der Sondersammlung Deutsche Gartenbaubibliothek der Technischen Universität Berlin. Wichtige Werke wurden 2005 digitalisiert und online zugänglich gemacht.
Im Jahr 1991 wurde der Pomologen-Verein e. V. gegründet, der sich in der Tradition des Deutschen Pomologen-Verein für den Erhalt der Obstsortenvielfalt einsetzt. Wichtiger Anteil der Arbeit ist das Auffinden und die Forschung zu zwischenzeitlich verschollenen, alten Sorten.